# Січкоріз Льонгін Михайлович
Січкоріз Льонгін Михайлович (7 червня 1921, с. Озерна Зборівського повіту Польща (нині Тернопільського району Тернопільської обл.) — 2011) — професор кафедри фармакології (1974–1999), декан медичного факультету Львівського медичного інституту(1974–1975).

## Біографія
Закінчив медичний факультет Львівського медичного інституту (1948).
Працював: науковий співпрацівник Львівського НДІ епідеміології й мікробіології (1948–1952); завідувач відділення Львівської психіатричної лікарні (1952–1953); асистент (1953–1965), доцент (1965–1974), професор (1974–1999) кафедри фармакології, декан медичного факультету (1974–1975) Львівського медичного університету.
Кандидат медичних наук (1955), доцент (1966), доктор медичних наук (1973), професор (1975).

## Наукова діяльність
Напрями наукових досліджень: вивчення біохімічних зрушень в організмі в динаміці алергічного процесу; опрацювання можливостей медикаментозного впливу на розвиток колатерального кровоплину при травмі й перев'язці магістральних судин внутрішніх органів; фармакологічна характеристика нових лікарських засобів.
Автор близько 130 наукових і навчально-методичних праць, серед них 2 авторські свідоцтва на винаходи, підручник, навчальний посібник, словники.

## Основні праці
Динаміка алергічної реакції та деяких токсичних і антитоксичних компонентів при скарлатині (канд. дис.). Львів, 1954; Експериментальне вивчення хіміотерапевтичної дії тіазолідину на збудника сказу і висипного тифу. Фарм Журн 1959, № 5; Некоторые аспекты фармакотерапии аллергических состояний (экспериментальное исследование) (докт. дис.). Львів, 1971; Фармакологія (підручник). Київ, Здоров'я, 1981 (співавт.); Сучасні засоби місцевої анестезії та медикаментозної підготовки стоматологічних хворих (посібник). Львів, Галдент, 1988 (співавт.); Вплив Тренталу на структурно-метаболічні перетворення в печінці в умовах локальної ішемії. В кн: Фармакологія: стан і перспективи досліджень. Харків, 1990.